# Joaquim Brugué
Joaquim Brugué Heras fue un futbolista español nacido en Bañolas en 1931 y fallecido en Barcelona el 5 de octubre de 2001. Jugaba como defensa central, ayudado por su gran envergadura, su seguridad y sobriedad. No debe confundirse con un jugador de la plantilla de 1928 llamado Brugués (terminado en s).

## Trayectoria
Tras iniciar su carrera en el equipo de su localidad pasó por el Gerona para recalar en el FC Barcelona en 1951. Relevo natural de Gustau Biosca, fue su sustituto cuando el primero se lesionó gravemente.
En el año 1959 se lesionó en Sevilla de forma que tuvo que abandonar el fútbol en activo, a la temprana edad de 27 años.
Con el FC Barcelona jugó 140 partidos (84 de Liga) marcando 7 goles (1 en Liga). Fue uno de los jugadores más laureados con títulos gracias a su participación en el Barça de las cinco copas, junto a figuras del barcelonismo como Segarra, Kubala o el mencionado Biosca. También fue convocado por la Selección de fútbol de Cataluña en una ocasión.
Después de su carrera deportiva se dedicó a la pintura o la política, según la fuente consultada.Tras su fallecimiento en 2001, los jugadores del Barcelona lucieron brazalete negro como homenaje en su partido de liga contra el Deportivo de la Coruña.

## Palmarés
| Título                           | Club         | Año  |
| -------------------------------- | ------------ | ---- |
| Liga                             | FC Barcelona | 1952 |
| Copa                             | FC Barcelona | 1952 |
| Copa Latina                      | FC Barcelona | 1952 |
| Copa Eva Duarte                  | FC Barcelona | 1952 |
| Liga                             | FC Barcelona | 1953 |
| Copa                             | FC Barcelona | 1953 |
| Copa Eva Duarte                  | FC Barcelona | 1953 |
| Copa de Ferias                   | FC Barcelona | 1955 |
| Copa                             | FC Barcelona | 1957 |
| Pequeña Copa del Mundo de Clubes | FC Barcelona | 1957 |
| Liga                             | FC Barcelona | 1959 |
| Copa                             | FC Barcelona | 1959 |
| Copa de Ferias                   | FC Barcelona | 1960 |
| Liga                             | FC Barcelona | 1960 |